# 티나 아레나
티나 아레나(Tina Arena, AM, 1967년 11월 1일 ~ )는 오스트레일리아의 싱어송라이터, 댄서이다. 정규 3집 앨범 Don't Ask 로 ARIA 뮤직 어워드 올해의 앨범상, 올해의 레코드상, 올해의 노래상, 최우수 여자음악가상을 수상했다.

## 음반 목록

### 영어
- Strong as Steel (1990)
- Don't Ask (1994)
- In Deep (1997)
- Just Me (2001)
- Songs of Love & Loss (2007)
- Songs of Love & Loss 2 (2008)
- Reset (2013)
- Eleven (2015)

### 프랑스어
- Un autre univers (2005)
- 7 vies (2008)
- Quand tout Recommence (2018)